# Aciachne
Genre
Aciachne est un genre de plantes monocotylédones de la famille des Poaceae, originaire d'Amérique du Sud.

## Description
Ce sont des plantes herbacées pérennes à port érigé formant une inflorescence ne comprenant que quelques épillets solitaires à glumes persistantes. Comme chez la plupart des graminées, les fleurs portent trois étamines, un ovaire à trois carpelles portant deux stigmates, et le fruit est un caryopse. 

## Liste d'espèces
Selon Catalogue of Life (13 juin 2012), ITIS (13 juin 2012), World Checklist of Selected Plant Families (WCSP) (13 juin 2012) et NCBI (13 juin 2012) :
- Aciachne acicularis
- Aciachne flagellifera
- Aciachne pulvinata